# Григорович Іван Іванович
Григоро́вич Іва́н Іва́нович (біл. Іва́н Іва́навіч Грыгаро́віч; 26 серпня (6 вересня) 1792, Пропойськ, Російська імперія — 1 (13) листопада 1852) — білоруський мовознавець, археограф, письменник, редактор, церковний діяч. 

## Життєпис
Народився в Пропойську в родині священика. Початкову освіту здобув удома. Із 1802 до 1811 року вчився в Могильовській семінарії, по закінченні якої став викладачем грецької та латинської мов у Могильовському духовному училищі. Із 1815 по 1819 року навчався в Петербурзькій духовній академії і отримав ступеня кандидата богословських наук. Протягом року служив священиком і протоієреєм у Гомелі. Близько десяти років, з 1820 до 1829, був ректором повітового і парафіяльного училища в Гомелі й Вітебську. Із 1831 року служив у сані протоієрея фінляндського полку в Петербурзі. Після знайомства з графом М.П. Рум'янцевим відходить від церковної діяльності. 1837 року він стає членом, а з 1839 і редактором Археографічної комісії. Науковою роботою почав займатися незабаром по закінченні семінарії. Одним із ранніх його творів було історичне дослідження про новгородських посадників (1812), опісля він видав збірку документів «Білоруський архів давніх грамот» (1824), що зіграв важливу роль у розробці історичних і лінгвістичних питань. Із середини 20-х років Іван Григорович за пропозицією професора Віленського університету І.Н. Лобойка й графа Н.П. Румянцева складав пояснювального покажчика слів до пам'ятників старобілоруської писемності. Проте він устиг обробити зібрані матеріали лише частково – на перші три букви (А, Б, В). По Григоровичевій смерті про долю решти матеріалів і взагалі цього покажчика якихось відомостей не було. Тільки 1960 року в Красноярськім архіві було виявлено рукописа під назвою «Словарь западнорусского наречия» (укр. «Словник західноросійського наріччя»). У рукопису зареєстровано 4259 слів старобілоруської письмової мови і сучасних білоруських говірок. Наразі даний рукопис перебуває в Центральнім державнім архіві літератури й мистецтва БРСР у Мінську.